# پراچی دسای
پراچی دسای (انگلیسی: Prachi Desai؛ زادهٔ ۱۲ سپتامبر ۱۹۸۸) هنرپیشه سینما و تلویزیون اهل کشور هند است. وی بازیگری در سینما را از سال ۲۰۰۸ آغاز نمود. از فیلم‌هایی که وی در آنها بازی کرده می‌توان به فیلم روزی روزگاری در بمبئی اشاره نمود.

## فیلم‌شناسی
فهرست برخی از فیلم‌هایی که پراچی دسای در آن‌ها به ایفای نقش پرداخته‌است:
- روزی روزگاری در بمبئی
- پلیس‌گیری
- داستان تو و من
- اظهر
- بول باچان
- من، من هستم
- شریک زندگی
- راک آن!!
- راک آن ۲
- سکوت ۲: تیراندازی در کافه جغد شب